# Ara autocthones
El guacamayo de Saint Croix o guacamayo puertorriqueño,(Ara autocthones) es una especie extinta de guacamayo que era endémica de la isla de Saint Croix en las Islas Vírgenes. Los únicos restos conocidos son unos fósiles encontrados en Concordia, cerca de Southwest Cape.
Fue descrito en 1937 basado en un hueso de la pierna tibiotarsus desenterrado de un basurero de cocina en un sitio precolombino en St. Croix. Un segundo espécimen que consta de varios huesos de un sitio similar en Puerto Rico se describió en 2008, mientras que un coracoide de Montserrat puede pertenecer a esta u otra especie extinta de guacamayo. El guacamayo de St. Croix es una de las 13 especies extintas de guacamayos que se ha propuesto que vivieron en las islas del Caribe. Los guacamayos fueron transportados con frecuencia a largas distancias por humanos en tiempos prehistóricos e históricos, por lo que es imposible saber si las especies conocidas solo por huesos o relatos eran nativas o importadas.
Como solo se conoce por los huesos, no se conoce el color del guacamayo de St. Croix. Los guacamayos existentes generalmente se pueden agrupar en grupos de tamaño de cuerpo grande o de cuerpo pequeño. Sin embargo, los huesos del guacamayo de St. Croix son de tamaño intermedio entre los dos, y era un poco más grande que el extinto guacamayo cubano (Ara tricolor). Solo el guacamayo de garganta azul (Ara glaucogularis) y el guacamayo de Lear (Anodorhynchus leari) son de tamaño similar. Se diferenciaba de otros guacamayos en varios detalles esqueléticos y compartía varias características solo con el género Ara. Como otras especies de guacamayos en el Caribe, se cree que el guacamayo de St. Croix fue llevado a la extinción por los humanos, como lo indica el hecho de que sus restos se encontraron en basureros de cocina.

## Taxonomía
En 1934 el arqueólogo Lewis J. Korn (que trabaja para el Museo del Indio Americano) excavó un basurero de cocina (un vertedero de desechos domésticos) en un sitio cerca de Concordia en la costa suroeste de St. Croix, una de las Islas Vírgenes del mar Caribe. El basural estaba ubicado a 370 m (400 yardas) tierra adentro de la playa, y su profundidad era de alrededor de 76 cm (30 pulgadas). Se obtuvieron huesos de mamíferos, aves, tortugas y peces del fondo del depósito, y los huesos de aves se concentraron en el nivel medio. No se pudo determinar la edad exacta del material, pero como no se encontraron objetos de origen europeo en el depósito, se asumió que era precolombino, entre 500 y 800 años. 23 especies de aves estaban representadas entre los huesos bien conservados, algunas de las cuales estaban extintas. En 1937, el ornitólogo Alexander Wetmore identificó varias especies entre estos huesos, incluido un tibiotarsus izquierdo (hueso de la parte inferior de la pierna) de un guacamayo inmaduro, lo cual fue inesperado ya que no se conocían tales aves en St. Croix.
Wetmore hizo del tibiotarsus el espécimen holotipo de una nueva especie de guacamayo, que colocó en el género Ara, como Ara autocthones. El nombre específico proviene del griego antiguo αὐτόχθων (autóctono), que significa nativo o aborigen. El holotipo se encuentra junto con los otros huesos encontrados en el Museo Nacional de Historia Natural de EE. UU., Catalogado como USNM 483530. Aunque se habían descrito muchos otros guacamayos ahora extintos del Caribe basándose únicamente en relatos antiguos, las únicas otras especies descritas con base en Los restos físicos de la época eran el guacamayo cubano (Ara tricolor), que se conocía por las pieles. Aunque Wetmore admitió que había muchas incertidumbres en torno al hueso, especialmente con respecto a sus afinidades con otros guacamayos del Caribe, consideró apropiado designarlo como una nueva especie.
En 1978 el ornitólogo Storrs L. Olson (utilizando la ortografía autóctona) acordó que el hueso pertenecía a un guacamayo no asignable a ninguna especie conocida, pero señaló que puede no haber sido nativo de St. Croix, ya que se sabe que los indígenas caribeños tienen guacamayos mantenidos y comercializados a largas distancias. En 1983, indicó que si el guacamayo realmente hubiera sido transportado, el nombre específico sería inapropiado. La zoóloga Elizabeth S. Wing estuvo de acuerdo en 1989 en que el guacamayo podría haber sido comercializado,  pero los ornitólogos Matthew I. Williams y David W. Steadman declararon en 2001 que, dada la evidencia de la existencia de otros guacamayos en la región, había ninguna razón por la que St. Croix no pudo haber tenido una especie autóctona.

En 1987 el ornitólogo Edgar J. Máiz López encontró varios huesos asociados de un solo pájaro (catalogado como USNM 44834) en el sitio arqueológico Hernández Colón en la ribera oriental del río Cerrillos-Bucaná en el centro sur de Puerto Rico. El sitio arqueológico representa una aldea precolombina saladoide-ostionoide de alrededor de 15.000 m² (3,7 acres) de tamaño, situada en una terraza aluvial. Se excavaron restos tanto culturales como de fauna, y los restos de guacamayos se encontraron en un depósito de basurero de cocina que data de alrededor del 300 d. C. La muestra consta de huesos parciales que incluyen el coracoides izquierdo (falta una porción de la "cabeza" del hueso), ambos extremos del húmero izquierdo, el extremo superior del radio derecho, el carpometacarpo izquierdo (falta un metacarpiano), el fémur izquierdo ( sin el extremo inferior), el tibiotarsus derecho (que carece de parte de la superficie articular superior), las porciones superior e inferior del tibiotarsus izquierdo, así como elementos no identificados. En 2008, Olson y Máiz López asignaron el espécimen a Ara autoctones (había sido asignado a Ara sp. En 2004, lo que indica una clasificación incierta dentro del género Ara), ya que su tibiotarsus es idéntico en tamaño al holotipo.

Olson y Máiz López consideraron probable que Ara autocthones fuera endémico de la región antillana en lugar de una especie transportada desde el continente por los nativos americanos, ya que es mucho más probable que una especie restringida a las islas se hubiera extinguido. Dado que encontraron poco probable que el ave ocurriera naturalmente en St. Croix y cuestionaron si podría haber ocurrido de forma natural en Puerto Rico, consideraron que el nombre de autoctones era "probablemente una de las peores opciones posibles" para la especie. Aunque se han encontrado fósiles de los géneros de loros Amazona y Aratinga en sitios prehumanos en Puerto Rico, no se ha encontrado ninguno que pertenezca a los guacamayos. Olson y Máiz López admitieron que es poco probable que se encuentren guacamayos en depósitos de cuevas y señalaron que los fósiles de guacamayos cubanos se habían encontrado en depósitos acuáticos. También señalaron que varias especies animales fueron transportadas y mantenidas en cautiverio por los nativos americanos, por ejemplo, la jutía puertorriqueña (Isolobodon portoricensis, un roedor extinto) y el rálido de la cueva de las Antillas (Nesotrochis debooyi, un rálido no volador extinto) fueron transportados a St. Croix y encontrado en basureros de cocina. El ornitólogo Joseph M. Forshaw argumentó en 2017 que este último era un nombre más apropiado ya que le pareció más plausible que ocurriera naturalmente en Puerto Rico y hubiera sido transportado a las Islas Vírgenes.

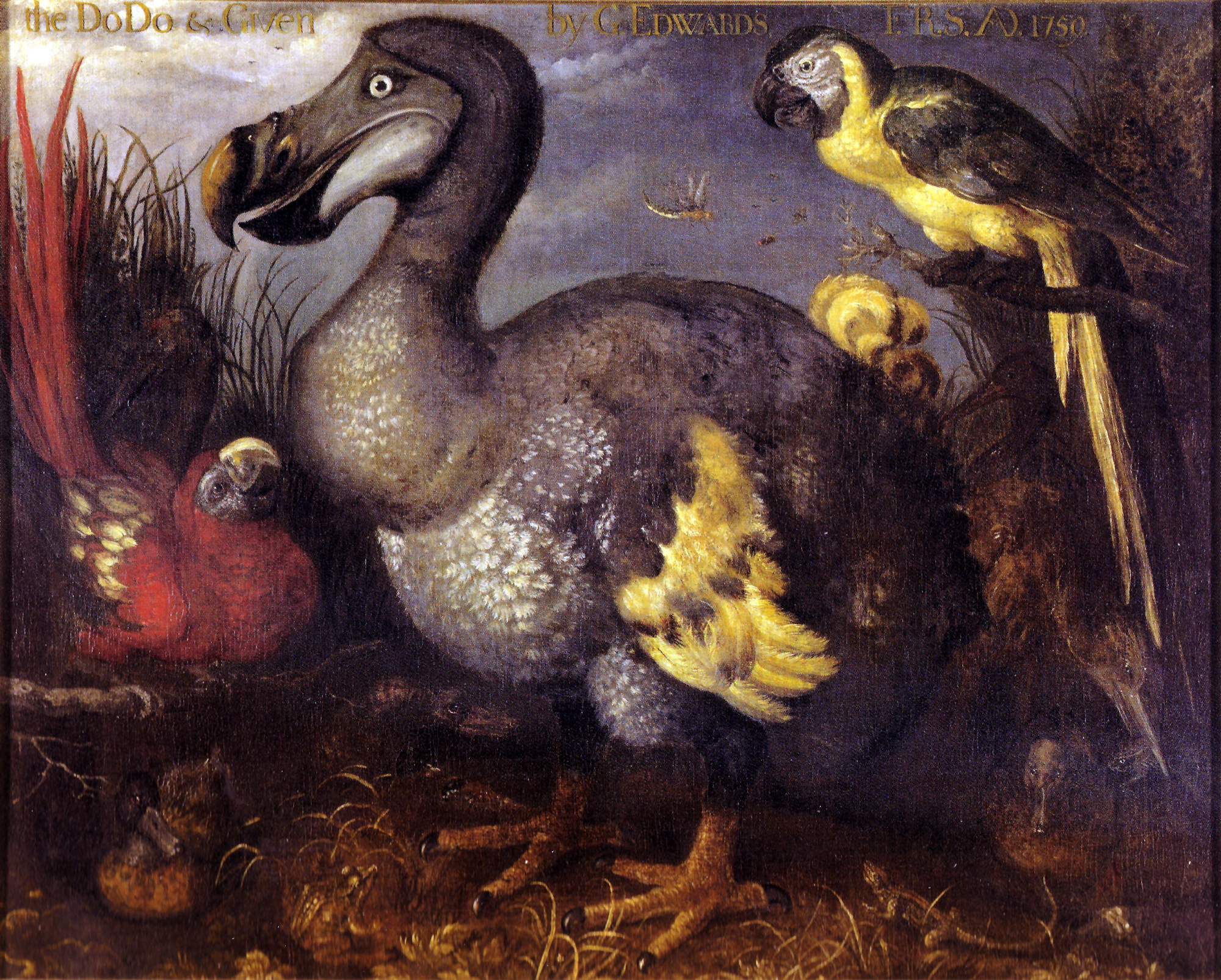
Cuadro de 1626 que posiblemente muestra otros dos guacamayos caribeños extintos junto a un dodo; un guacamayo de las Antillas menores (izquierda) y un guacamayo de Martinica (derecha)

Se ha sugerido que hasta 13 especies de guacamayos ahora extintas han vivido en las islas del Caribe. Aun así, muchos de estos se basaron en descripciones o dibujos antiguos y representaban sólo especies hipotéticas.] Además del guacamayo de St. Croix, sólo se conocen otras dos especies endémicas de guacamayos del Caribe a partir de restos físicos; el guacamayo cubano se conoce a partir de 19 pieles y subfósiles de museo, y el guacamayo de las Antillas Menores posiblemente se conoce a partir de subfósiles. Se sabe que los guacamayos fueron transportados entre las islas del Caribe y desde el continente de América del Sur hasta el Caribe, tanto en tiempos prehistóricos por los paleoamericanos y en tiempos históricos por europeos y nativos. Los loros eran importantes en la cultura de los nativos caribeños y se encontraban entre los obsequios ofrecidos al explorador Cristóbal Colón cuando llegó a las Bahamas en 1492. Los registros históricos de guacamayos en estas islas, por lo tanto, pueden no haber representado especies endémicas distintas; También es posible que estos guacamayos fueran aves fugitivas o salvajes que hubieran sido transportadas a las islas desde otros lugares. Es probable que la identidad y distribución de los guacamayos indígenas en el Caribe se resuelva solo mediante descubrimientos paleontológicos y el examen de informes y obras de arte contemporáneos.

## Descripción
Dado que solo se conocen huesos del guacamayo de St. Croix, no se puede decir nada sobre su coloración. Si bien el holotipo tibiotarsus parece pertenecer a un individuo completamente desarrollado, el hecho de que el hueso sea ligeramente esponjoso en los extremos indica que era inmaduro. Este tibiotarsus izquierdo tiene 77,7 mm (3,06 pulgadas) de longitud total, 9,4 mm (0,37 pulgadas) de ancho de lado a lado a través del extremo inferior, y el ancho más pequeño de lado a lado del eje es de 3,9 mm (0,15 pulgadas). Aunque es similar al mismo hueso en el guacamayo cubano, es más ancho de lado a lado (las comparaciones entre los extremos inferiores de su tibiotarsi indican que era un ave un poco más grande). Es delgado en comparación con los de los guacamayos más grandes. El holotipo tibiotarsus es de tamaño intermedio entre los grandes guacamayos como el guacamayo escarlata (Ara macao) y el guacamayo militar (Ara militaris), y el guacamayo pequeño frente castaño (Ara severus). En comparación con el tibiotarsi de los guacamayos existentes, el hueso es más delgado y tiene un desarrollo posterior ligeramente mayor del extremo superior. Aparte de esto, su único rasgo distintivo es que sus dimensiones no caen dentro de las de otras especies conocidas. Las proporciones delgadas del hueso y las crestas más alargadas alrededor del extremo superior muestran que es un guacamayo y lo distingue de los loros amazónicos como la gran amazona imperial (Amazona imperialis).
El tibiotarsus del espécimen asignado es esencialmente idéntico en tamaño al holotipo. Se encuentra a 74,5 mm (2,93 pulgadas) de la superficie articular superior, 47,2 mm (1,86 pulgadas) desde el extremo inferior de la cresta del peroné hasta el cóndilo externo (las prominencias redondas en el extremo de un hueso), 11,4 mm (0,45 pulgadas) de profundidad a través de la cresta cnemial interna (una cresta en la parte frontal de la cabeza), 5.2 por 4.0 mm (0.20 por 0.16 in) de ancho y profundo en el eje medio, y 10.1 mm (0.40 in) de ancho en el extremo inferior. La longitud estimada de la coracoides es de 43,5 mm (1,71 pulgadas) desde su cabeza hasta la esquina interna de la faceta esternal, 26,5 mm (1,04 pulgadas) desde la base de la apófisis procoracoides hasta la esquina interna de la faceta esternal, la faceta glenoidea mide 10,5 por 6,1 mm (0,41 por 0,24 pulgadas) de ancho y profundidad, el eje mide 5,2 por 4,4 mm (0,20 por 0,17 pulgadas) de ancho y profundo en el punto medio, y la faceta esternal mide 10,5 mm (0,41 pulgadas) de ancho. El ancho superior del húmero es de 19,9 mm (0,78 in), la profundidad a través de su tuberosidad externa es de 12,8 mm (0,50 in), la profundidad de su cabeza es de 6,2 mm (0,24 in), el ancho del extremo inferior es de aproximadamente 15,5 mm (0,61 pulg.), y la altura y el ancho del cóndilo radial es de 7,4 por 5,0 mm (0,29 por 0,20 pulg.). El carpometacarpo mide 55,8 mm (2,20 pulgadas) de largo, su profundidad superior es de 14,3 mm (0,56 pulgadas), la tróclea (una estructura ranurada donde se unen los huesos) mide 5,7 mm (0,22 pulgadas) de ancho y el cuerpo mide 4,5 por 5,0 mm ( 0,18 por 0,20 pulgadas) en el punto medio. La parte superior del radio es de 6,0 mm (0,24 pulgadas) en su diámetro mayor. La longitud estimada del fémur es de 51,5 mm (2,03 pulgadas), su ancho superior es de 12,5 mm (0,49 pulgadas), la profundidad a través de su trocánter es de 8,2 mm (0,32 pulgadas), la cabeza es de 6,2 mm (0,24 pulgadas) de profundidad y el eje tiene 4,9 por 5,4 mm (0,19 por 0,21 pulgadas) de ancho y profundidad en su punto medio.

Huesos conocidos de este guacamayo marcados en rojo en una ilustración de un esqueleto de loro no relacionado

Olson y Máiz López afirmaron que los guacamayos existentes se dividen en dos grupos de tamaño, que representan especies grandes y pequeñas. En contraste, el guacamayo de St. Croix se diferenciaba por ser intermedio entre los dos grupos, y solo el guacamayo de garganta azul (Ara glaucogularis) y el guacamayo de Lear (Anodorhynchus Leari) eran similares en tamaño. Observaron que la inserción pectoral en el húmero está menos excavada en comparación con esos dos guacamayos. En contraste, el surco de la capital (un surco que separa dos partes de la cabeza del húmero) es más ancho. La cabeza del fémur es más maciza y, vista desde atrás, está más excavada debajo de la cabeza, el cuello y el trocánter. En contraste, el eje más robusto del fémur es similar al de Ara pero diferente al de Anodorhynchus. El tibiotarsus es más robusto con una extremidad inferior ensanchada. La longitud del tibiotarsus es más corta que en el guacamayo de garganta azul pero más larga que en el guacamayo de Lear. En contraste, las longitudes del coracoides, carpometacarpo y fémur son más pequeñas que en ambos.
Olson y Máiz López afirmaron que los guacamayos existentes se dividen en dos grupos de tamaño, que representan especies grandes y pequeñas. En contraste, el guacamayo de St. Croix se diferenciaba por ser intermedio entre los dos grupos, y solo el guacamayo de garganta azul (Ara glaucogularis) y el guacamayo de Lear (Anodorhynchus Leari) eran similares en tamaño. Observaron que la inserción pectoral en el húmero está menos excavada en comparación con esos dos guacamayos. En contraste, el surco de la capital (un surco que separa dos partes de la cabeza del húmero) es más ancho. La cabeza del fémur es más maciza y, vista desde atrás, está más excavada debajo de la cabeza, el cuello y el trocánter. En contraste, el eje más robusto del fémur es similar al de Ara pero diferente al de Anodorhynchus. El tibiotarsus es más robusto con una extremidad inferior ensanchada. La longitud del tibiotarsus es más corta que en el guacamayo de garganta azul pero más larga que en el guacamayo de Lear. En contraste, las longitudes del coracoides, carpometacarpo y fémur son más pequeñas que en ambos.

## Extinción
Todos los guacamayos endémicos del Caribe probablemente fueron conducidos a la extinción por los humanos (en tiempos prehistóricos e históricos), aunque los huracanes y las enfermedades pueden haber contribuido. Los caribeños nativos cazaban guacamayos y los mantenían cautivos para su uso posterior como alimento, pero también como mascotas. Dado que se conocen de depósitos de basuras de cocina, los guacamayos de Puerto Rico y St. Croix evidentemente también se utilizaron para la subsistencia. Es probable que el guacamayo de St. Croix se extinguiera debido a estos factores, pero se desconoce la fecha en que sucedió.